# Petra Wimbersky
Petra Wimbersky (* 9. November 1982 in München) ist eine ehemalige deutsche Fußballspielerin, die von 2001 bis 2008 auch für die A-Nationalmannschaft aktiv war.

## Karriere

### Vereine
Wimbersky begann in der Jugendabteilung des TSV Ottobrunn mit dem Fußballspielen, wechselte dann zur Mädchenmannschaft der SpVgg Unterhaching und 1999 zum FC Bayern München, mit dem sie 2000 in die Bundesliga aufstiegen ist. Von 2002 bis 2006 spielte sie für den Ligakonkurrenten 1. FFC Turbine Potsdam, bei dem sie ihre erfolgreichste Zeit hatte. Von 2006 bis 2010 stand sie beim 1. FFC Frankfurt unter Vertrag und gewann 2008 den UEFA Women’s Cup. Zu Beginn der Saison 2010/11 kehrte sie zum FC Bayern München zurück, mit dem sie zwei Titel gewann. Für die Bayern hatte sie bereits am 15. Oktober 2000 (1. Spieltag) beim 4:1-Sieg im Heimspiel über die Sportfreunde Siegen ihr Bundesligadebüt gegeben, welches sie seinerzeit gleich mit dem Treffer zum Endstand krönte. Wimbersky gelangen in ihrer Karriere in 25 Bundesligaspielen jeweils zwei und in acht Bundesligaspielen jeweils drei Tore; von acht Elfmetern verwandelte sie sieben.

### Nationalmannschaft
Ihr Debüt in der A-Nationalmannschaft gab sie am 6. März 2001 in Augsburg beim 1:0-Sieg im Test-Länderspiel gegen die Nationalmannschaft Chinas. Ihr erstes Länderspieltor erzielte sie am 30. Juni 2001 in Jena beim 3:0-Sieg über die Nationalmannschaft Englands mit dem Treffer zum 1:0 in der 57. Minute. Ihren letzten Einsatz als Nationalspielerin bestritt sie am 10. März 2008 in Vila Real de Santo António beim 2:0-Sieg im letzten Spiel der Gruppe A über die Nationalmannschaft Schwedens im Wettbewerb um den Algarve-Cup.
Für die A-Nationalmannschaft, mit der Wimbersky 2007 Weltmeister wurde und beim olympischen Fußballturnier 2004 in Athen die Bronzemedaille gewann, bestritt sie 70 Länderspiele, in denen sie 16 Tore erzielte.

## Erfolge
mit der Nationalmannschaft
- Weltmeister 2007
- Europameister 2001, 2005
- Olympische Bronzemedaille 2004
- U-18-Europameister 2000, 2001

mit dem FC Bayern München
- DFB-Pokal-Sieger 2012
- Bundesliga-Cup-Sieger 2011

mit dem 1. FFC Turbine Potsdam
- UEFA-Women’s-Cup-Sieger 2005
- Deutscher Meister 2004, 2006
- DFB-Pokal-Sieger 2004, 2005, 2006

mit dem 1. FFC Frankfurt
- UEFA-Women’s-Cup-Sieger 2008
- Deutscher Meister 2007, 2008
- DFB-Pokal-Sieger 2007, Sieger 2008

## Sonstiges
Wimbersky ist ausgebildete Industriekauffrau (Ausbildung bei EADS in Ottobrunn) mit Studienabschluss Betriebswirtschaftslehre. Seit dem Wintersemester 2007/08 studierte sie per Fernstudium Sportökonomie an der Fachhochschule Schmalkalden.